# Phiến đá Shabaka
Phiến đá Shabaka (hoặc Tấm bia Shabaka) là một tấm bia đá thuộc sở hữu của pharaon Shabaka, một vị vua của thời kỳ Vương triều thứ 25 trong lịch sử Ai Cập cổ đại. Tuy nhiên, tấm bia này về sau đã được sử dụng làm tấm đá của một cối xay, và những vết xước đã làm mất đi những ký tự tượng hình trên tấm bia. Tấm bia đá này hiện đang được lưu giữ tại Bảo tàng Anh.

## Niên đại

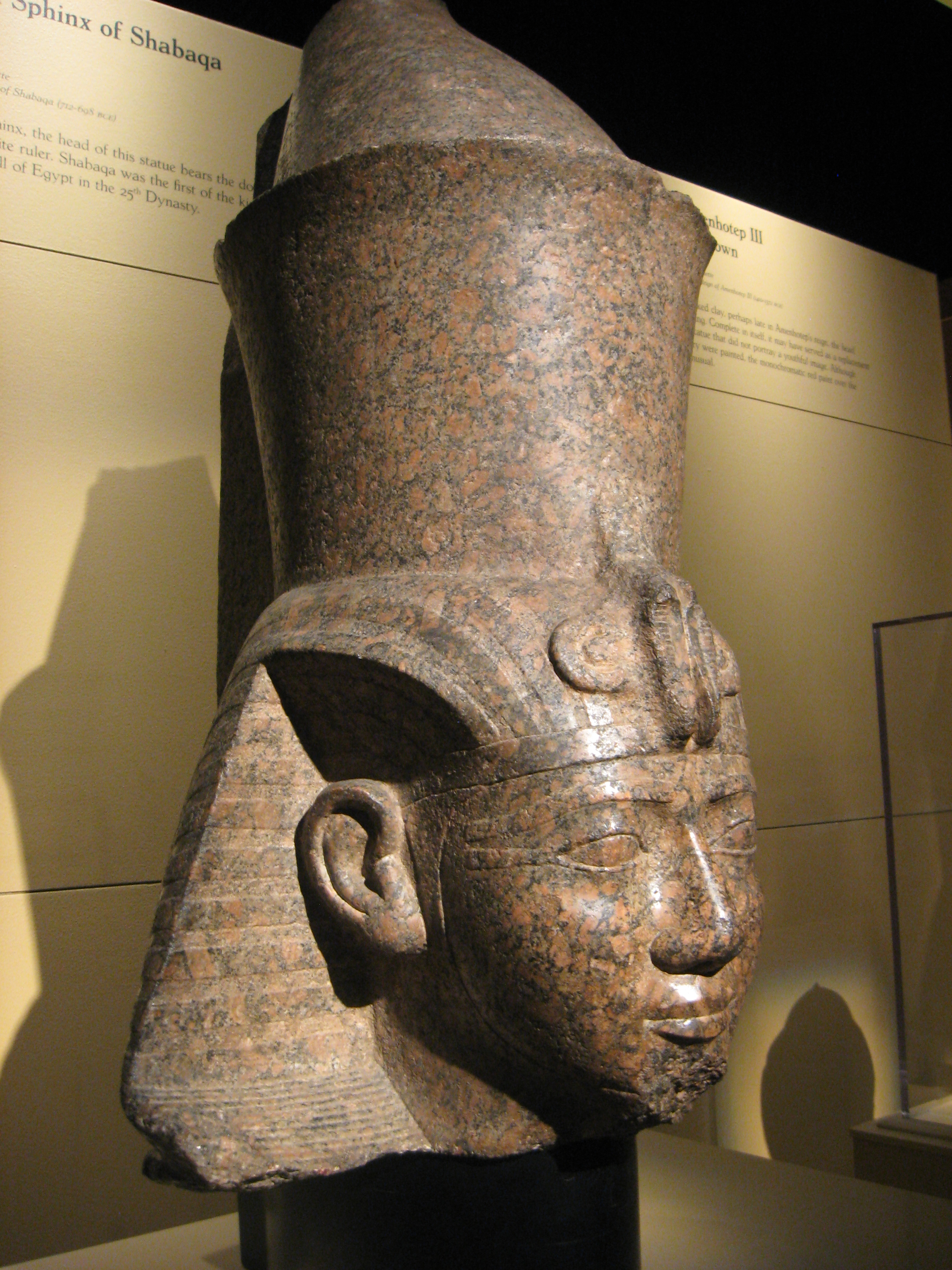
Đầu tượng nhân sư bằng đá granit của vua Shabaka.

## Nội dung

Ptah, vị thần của tạo hóa.